# Anaphes arcuatus
Anaphes arcuatus är en stekelart som först beskrevs av Soyka 1953.  Anaphes arcuatus ingår i släktet Anaphes och familjen dvärgsteklar. Inga underarter finns listade i Catalogue of Life.